# Sirius〜Tribute to UEDA GEN〜
Sirius〜Tribute to UEDA GEN〜（シリウス〜トリビュート・トゥ・ウエダゲン〜）はオムニバスのトリビュート・アルバム。

## 解説
2008年3月9日に死去した上田現への追悼の意を込めリリースされた。
上田がデビューシングルワダツミの木をプロデュースした元ちとせ、かつて上田が在籍したレピッシュのメンバーの他、同時期にデビューし活動したミュージシャン、上田を敬愛する若手のミュージシャンらが参加して制作された。

## 収録曲
全作詞・作曲：上田現（10のみ作詞はMAGUMIとの共作）
1. コリアンドル / 元ちとせ
ソロ1枚目のアルバム『コリアンドル』および4枚目のアルバム『十秒後の世界』収録曲。
『十秒後の世界』では元がコーラス参加している。
2. ワダツミの木 / レピッシュ
元ちとせへの提供楽曲。
ソロ4枚目のアルバム『十秒後の世界』にも収録されている。
3. プレゼント / 奥田民生
レピッシュ7枚目のアルバム『ポルノポルノ』収録曲。
全てのパートを奥田が演奏している。一時期上田と事務所が同じになり、酒の席で「いつか一緒に何かできたらいいね」と話していたという。
4. タンポポ (ToysII) / THE BOOM
レピッシュ1枚目のアルバム『レピッシュ』収録曲。
ボーカルの宮沢和史はアマチュア時代からレピッシュのファンで「日本で最も格好良いバンド」と評している。
5. ハーメルン / BUCK-TICK
レピッシュ5枚目のシングル。
上田の葬儀でレピッシュのメンバーが演奏した曲である。歌詞がオリジナルと一部異なっている。
6. -6m / 東京スカパラダイスオーケストラ
レピッシュ4枚目のアルバム『make』収録曲。inst曲。
7. 夢のブランコ / 伊藤ふみお
レピッシュ8枚目のアルバム『Q』収録曲。
8. 歌姫 / POLYSICS
レピッシュ3枚目のアルバム『KARAKURI HOUSE』収録曲。
9. 夕焼けロック / 星グランマニエと白鳥ブラザーズ（from 氣志團）
ソロ3枚目のアルバム『夕焼けロック』収録曲。
コーラスにまちゃまちゃが参加している。
10. サイクリング / 筋肉少女帯 with 水戸華之介
レピッシュ9枚目のシングル『記憶喪失』C/W曲。
11. ドライブ / TOMOVSKY & The ピーズ
レピッシュ6枚目のアルバム『マイム』収録曲。
12. ラルゴ / 川村結花
ソロ4枚目のアルバム『十秒後の世界』収録曲。
ピアノで上田の娘が参加している。